# David Gómez (baloncestista)
José David Gómez Gómez (Alcalá de Guadaira, Sevilla, 11 de febrero de 2004), más conocido como David Gómez, es un baloncestista español que pertenece a la plantilla del Hestia Menorca de la Primera FEB, cedido por el Real Betis Baloncesto. Con 2,07 metros de estatura, juega en la posición de ala-pívot.

## Trayectoria deportiva
David Gómez es un jugador alcalareño formado en la cantera del Real Betis Baloncesto y jugaría en todas las categorías en las selecciones provinciales y andaluzas.
En la temporada 2020-21, con apenas 16 años formaría parte de la plantilla del Real Betis Baloncesto B del Grupo D de Liga EBA.
El 21 de noviembre de 2021, hace su debut en Liga Endesa con el Real Betis Baloncesto en un encuentro frente al Real Madrid a las órdenes de Joan Plaza.
En el tramo final de la temporada 2021-22, el jugador es cedido al Club Baloncesto Morón de la Liga LEB Plata.
El 29 de julio de 2022, el jugador es cedido al CB Tizona de la Liga LEB Plata, con el que lograría el ascenso a Liga LEB Oro, al término de la temporada.
El 11 de agosto de 2023, firma por el CD Huelva Baloncesto, cedido por el Real Betis Baloncesto.
El 5 de septiembre de 2024, firma por el Hestia Menorca de la Primera FEB, cedido por el Real Betis Baloncesto.[cita requerida]

## Selección nacional
El 7 de agosto de 2022 ganó el Europeo Sub-18 celebrado en la ciudad de Izmir (Turquía), ganando al equipo turco en la final por 61-68.
El 2 de julio de 2023 ganó el oro en el Mundial Sub-19 celebrado en Debrecen (Hungría).